# Portrait de la dame Tjepou
Le portrait de la dame Tjepou est un fragment d'une grande fresque du tombeau 181 dans la vallée des Nobles à Thèbes (Louxor). Il date du règne du pharaon Amenhotep III de la XVIIIe dynastie. 

## Description
La peinture représente une femme élégamment vêtue avec beaucoup de bijoux. Elle tient sa tête droite et regarde devant elle, son bras droit est plié et levé, son bras gauche est maintenue à hauteur des hanches. Dans sa main gauche, elle tient un ménat. Son vêtement blanc est légèrement translucide et en de nombreux endroits, son corps est visible en dessous. Sa perruque est finement travaillée avec une couronne de fleurs sur le dessus. Un petit cône de parfum sur le dessus de sa tête est fait de graisse ou de gras. Comme symbole, il indique l'appartenance de Tjepou à la couche supérieure de la société. Son nom et son rôle de « Dame de la maison » sont inscrits derrière sa tête. 
L'image complète montre Tjepou derrière Nebamon, son fils. Nebamon a partagé la tombe avec Ipouky, un autre sculpteur. La représentation de la mère dans cette position est inhabituelle, car la plupart des tombes représentent la femme du propriétaire à cet endroit. Ce détournement de la pratique habituelle indique peut-être un lien spécial entre Nebamon et Tjepou. L'espace était probablement libre pour la mère parce que Nebamon avait épousé la veuve d'Ipouky (et avait utilisé sa tombe) et qu'elle était déjà représentée avec Ipouky. Nebamon et sa mère se tiennent devant un sanctuaire, où ils apportent une offrande pour la belle fête de la vallée en l'honneur du dieu Amon. Conformément à la tradition, Tjepou n'est pas présentée à son âge réel, mais sous une forme jeune et idéalisée. 
L'image est datée de la fin du XVIIIe dynastie, sous le règne du pharaon Amenhotep III. Les vêtements de Tjepou sont conformes à la mode de cette époque. Elle a été peinte sur le plâtre des murs de la tombe. L'image est entrée au Brooklyn Museum en 1916 dans le cadre de la collection de Charles Edwin Wilbour, où elle reste à ce jour une pièce clé de la collection égyptienne antique (numéro d'inventaire 65.197). C'est ainsi qu'elle est l'image du titre des catalogues de la collection depuis 1999 et figure également sur la page de titre du catalogue édité pour l'exposition itinérante de pièces du Brooklyn Museum de Berlin en 1976. 